# 릴리 설리번
릴리 설리번(Lily Sullivan, 1993년 9월 8일 ~ )은 오스트레일리아의 배우이다.